# Prefektura Iwate

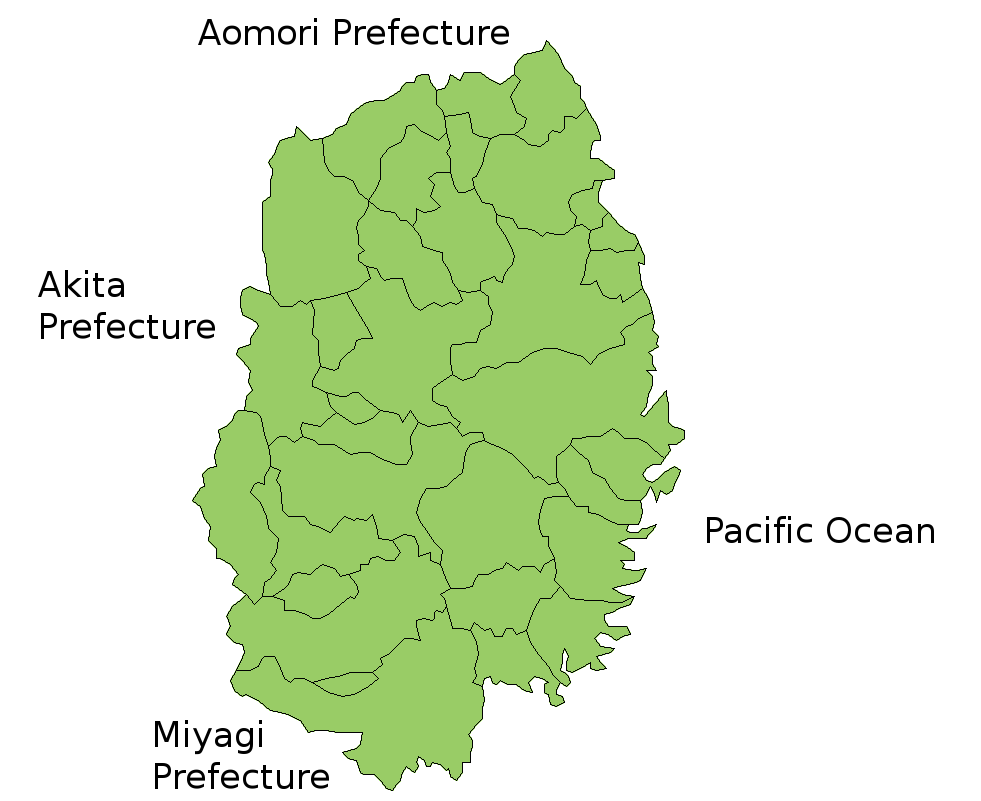
Mapa prefektury Iwate

Prefektura Iwate (japonsky: 岩手県, Iwate-ken) je jednou ze 47 prefektur Japonska. Nachází se v regionu Tóhoku na ostrově Honšú. Hlavním městem je Morioka.
Prefektura má rozlohu 15 278,40 km² a k 1. listopadu 2006 měla 1 374 530 obyvatel.

## Historie
Území dnešní prefektury Iwate bylo historicky součástí provincie Mucu (陸奥). Pod nadvládu císařského dvora se dostalo až kolem roku 800.
Během období Džómon (縄文時代) byla oblast osídlena lovci zvěře a ryb. Až do konce 8. století byly v okolí dnešního Kitakami osady lidu Emiši (蝦夷). Poté hluboko do Iwate pronikla moc císařského dvora a roku 803 byla postavena pevnost Šiwa na sever od dnešní Morioky. Mezi 8. a 12. stoletím zde vládl rod Fudžiwarů (藤原).

## Geografie
Prefektura Iwate je na východě ohraničena Tichým oceánem, na severu sousedí s prefekturou Aomori, na západě s prefekturou Akita a na jihu s prefekturou Mijagi. Hory se rozkládají na severu, západě a východě prefektury. Údolí řeky Kitakamigawy (北上川) se táhne od severu na jih středem prefektury i jejím hlavním městem. Pobřeží je velmi členité, horské hřebeny sahají až k moři.

### Města
V prefektuře Iwate je 13 velkých měst (市, ši):
| - Hačimantai (八幡平) - Hanamaki (花巻) - Ičinoseki (一関) - Kama'iši (釜石) - Kitakami (北上) - Kudži (久慈) - Mijako (宮古) | - Morioka (盛岡, hlavní město) - Ninohe (二戸) - Ófunato (大船渡) - Óšú (奥州) - Rikuzentakata (陸前高田) - Takizawa (滝沢) (od 1. 1. 2014 město; dříve stejnojmenná vesnice) - Tóno (遠野) |

## Zajímavosti
Básník Macuo Bašó (松尾 芭蕉) navštívil Iwate a psal o ní ve své Pouti do vnitrozemí (Oku no Hosomiči – v originále おくのほそ道, později někdy zapisováno 奥の細道). Inspirovalo ho hlavně město Hiraizumi (平泉).